# Wilhelm Linker
Wilhelm Linker (* 11. April 1868 in Neustadt (Hessen); † 6. Juli 1963 ebenda) war ein deutscher Politiker (Zentrum) und Abgeordneter des Provinziallandtages der Provinz Hessen-Nassau.

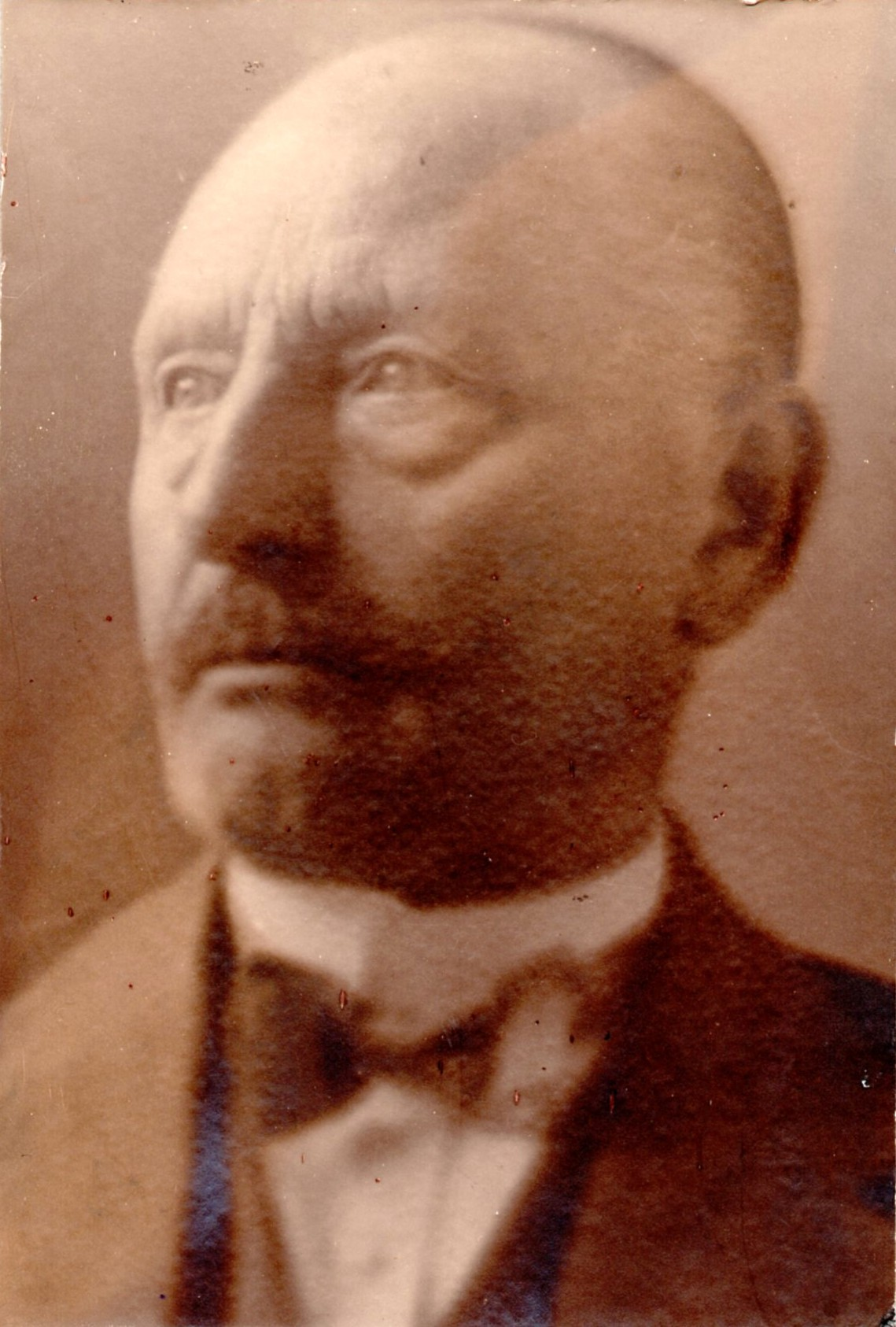
Bürgermeister und Abgeordneter Wilhelm Linker (11. April 1868 – 6. Juli 1963)

## Leben
Wilhelm Linker war der Sohn des Siebmachers August Linker und dessen Gemahlin Katharina Kipp. Nach seiner Schulausbildung erlernte er den Beruf des Siebmachers und wechselte in die Kommunalverwaltung, wo er Stadtkämmerer seiner Heimatgemeinde wurde. Das Amt des Bürgermeisters von Neustadt übte er von Februar 1906 bis März 1933 aus. Er war Mitglied der Deutschen Zentrumspartei und erhielt 1919 ein Mandat für den Kurhessischen Kommunallandtag des Regierungsbezirks Kassel, aus dessen Mitte er zum Abgeordneten des Provinziallandtages der Provinz Hessen-Nassau bestimmt wurde. Während der Zeit der Nationalsozialisten musste er seine politischen Aktivitäten einstellen. Kurz vor Kriegsende wurde er von der amerikanischen Besatzungsmacht als stellvertretender Bürgermeister seiner Stadt eingesetzt. Er hatte dieses Amt bis 1946 inne.
Im Dezember 1945 trat Linker in die CDU ein.

## Auszeichnungen
- 1953: Ehrenbürger von Neustadt (Hessen)
- Bundesverdienstkreuz am Bande